# 왕민 (후한)
왕민(王敏, ? ~ 74년 음력 2월)은 후한 초기의 관료로, 자는 숙공(叔公)이며 서하군 사람이다.

## 행적
영평 16년(73년) 6월, 대사농에서 사도로 승진하였으나 이듬해에 죽었다.

## 출전
- 범엽, 《후한서》 권2 현종효명제기(顯宗孝明帝紀)

| 전임 (사실상) 모융 | 후한의 대사농 ? ~ 73년 음력 6월 병인일 | 후임 (사실상) 유관 |

| 전임 형목 | 제15대 후한의 사도 73년 음력 6월 병인일 ~ 74년 음력 2월 을사일 | 후임 포욱 |